# Matthias Schmidt-Preuß
Matthias Schmidt-Preuß (* 1. September 1948 in Heidelberg) ist ein deutscher Rechtswissenschaftler. Er war von 2002 bis zu seinem Ruhestand 2017 Professor für Öffentliches Recht an der Rechts- und Staatswissenschaftlichen Fakultät der Universität Bonn.

## Leben
Matthias Schmidt-Preuß legte 1967 in Kassel das Abitur ab. Nach einem „studium generale“ am Leibniz-Kolleg der Universität Tübingen studierte er von 1967 bis 1971 Rechtswissenschaften in Tübingen, Gießen und Marburg. Während seines Studiums war er Stipendiat der Studienstiftung des deutschen Volkes. 1972 legte er in Frankfurt am Main das Erste Juristische Staatsexamen ab. 1972/73 absolvierte er ein Aufbau- und Ergänzungsstudium in Volks- und Betriebswirtschaftslehre an der Universität Bonn. 1973/74 folgte ein Studien- und Forschungsaufenthalt an der Harvard University.
1976 promovierte er bei Peter Häberle an der Universität Marburg mit der Dissertation „Verfassungsrechtliche Zentralfragen staatlicher Lohn- und Preisdirigismen“. Nach dem Zweiten Juristischen Staatsexamen 1978 arbeitete Schmidt-Preuß im Bundesministerium für Wirtschaft (BMWi), wo er von 1979 bis 1988 zunächst als Referent im Kartellreferat und anschließend als Kabinettsreferent des Bundeswirtschaftsministers tätig war. 1992 habilitierte sich Schmidt-Preuß an der Universität Bayreuth bei Walter Schmitt Glaeser mit der Schrift „Kollidierende Privatinteressen im Verwaltungsrecht“, die 1992 im Verlag Duncker & Humblot veröffentlicht wurde.
Im Wintersemester 1992/93 übernahm er eine Lehrstuhlvertretung im Fachbereich „Öffentliches Recht“ an der Juristischen Fakultät der Universität Erlangen-Nürnberg. 1993 folgte dort die Ernennung zum Universitätsprofessor. Von 1993 bis 2002 war Schmidt-Preuß Ordinarius für Öffentliches Recht an der Universität Erlangen-Nürnberg. Von 1999 bis 2001 war er Prodekan, anschließend von 2001 bis 2002 Dekan der Juristischen Fakultät der Universität Erlangen-Nürnberg.
Von April 2002 bis zu seinem beamtenrechtlichen Ausscheiden Ende Februar 2017 war Schmidt-Preuß Professor für Öffentliches Recht an der Universität Bonn. Auch nach seinem offiziellen Ausscheiden ist Schmidt-Preuß an der Universität Bonn weiterhin als Hochschullehrer tätig. Im Sommer 2024 hält er eine Lehrveranstaltung zum Energierecht ab.
Zu seinen Schwerpunkten in Forschung und Lehre gehör[t]en Öffentliches Recht, insb. Energierecht, Telekommunikationsrecht, Kartellrecht, (Öffentliches) Wirtschaftsrecht, Umweltrecht, Baurecht, Staats-, Verwaltungs- und Europarecht sowie Grundsatzfragen der Selbstregulierung.
Im Oktober 1996 hielt er auf der Tagung der Vereinigung der Deutschen Staatsrechtslehrer in Dresden ein „vielbeachtetes“ Referat mit dem Titel „Verwaltung und Verwaltungsrecht zwischen gesellschaftlicher Selbstregulierung und staatlicher Steuerung“, in dem er die gesteuerte Selbstregulierung konzipierte und die Zugriffsoption des Staates als unverzichtbares Element zur Vermeidung staatlicher Kontrollverluste entwickelte.
2014 sprach Schmidt-Preuß bei den von der Juristischen Fakultät der Universität Würzburg veranstalteten „20. Würzburger Europarechtstagen“ zum inter- und intradisziplinären Charakter des Regulierungsrechts, den er anhand von Beispielen aus dem Energie- und Telekommunikationssektor darstellte.
Schmidt-Preuß ist Mitherausgeber der Zeitschrift „Recht der Energiewirtschaft“ (RdE) und des Handbuchs „Regulierung in der Energiewirtschaft“. Er ist Mitbegründer und Mitherausgeber der Schriftenreihe zum „Kartell- und Regulierungsrecht“ im Nomos Verlag.
Zu seinem 70. Geburtstag erschien 2018 zu Ehren von Matthias Schmidt-Preuß im Verlag Duncker & Humblot die Festschrift „Regulierender Staat und konfliktschlichtendes Recht“, die u. a. Beiträge von Richard Bartlsperger, Jörg Gundel, Christian Hillgruber, Josef Isensee, Ulrich Battis, Rupert Scholz, Rudolf Streinz und Wulf-Henning Roth enthält.
Schmidt-Preuß ist verheiratet, Vater eines Sohnes und lebt in Bonn.

## Publikationen (Auswahl)
- Verfassungsrechtliche Zentralfragen staatlicher Lohn- und Preisdirigismen. Nomos Verlag 1977. ISBN 978-3-7890-0270-0
- Kollidierende Privatinteressen im Verwaltungsrecht. Das subjektive öffentliche Recht im multipolaren Verwaltungsrechtsverhältnis. Verlag Duncker und Humblot. Berlin 1992. ISBN 978 3-4280-7668-0.
- Verwaltung und Verwaltungsrecht zwischen gesellschaftlicher Selbstregulierung und staatlicher Steuerung. In: Kontrolle der auswärtigen Gewalt. Verwaltung und Verwaltungsrecht zwischen gesellschaftlicher Selbstregulierung und staatlicher Steuerung. Berichte und Diskussionen auf der Tagung der Vereinigung der Deutschen Staatsrechtslehrer in Dresden vom 2. bis 5. Oktober 1996. Verlag De Gruyter 1997. ISBN 3-11-015620-2. https://doi.org/10.1515/9783110890501
- mit Torsten Körber (Hrsg.): Regulierung und Gemeinwohl. Vorträge auf dem Bonner Symposium der Wissenschaftlichen Vereinigung für das gesamte Regulierungsrecht am 18./19. Juni 2015. Nomos Verlag 2016. ISBN 978-3-8487-3227-2.